# Jason Behr
Jason Nathaniel Behr (Minneapolis, 30 dicembre 1973) è un attore statunitense, famoso per il ruolo di Max Evans nella serie televisiva Roswell.

## Biografia

### Gli inizi
Jason nasce nella città Minneapolis (Minnesota). Figlio di David Paul Behr e Patricia Ann Steiner è il secondogenito di quattro fratelli più una sorella minore nata da una seconda relazione di sua madre. Quando Jason aveva 10 anni suo padre lasciò la famiglia che si trasferì dal Minnesota vivendo in diversi stati fino a tornare al luogo di origine: Minneapolis. Jason si è diplomato nel 1992 alla Richfield Senior High School di Richfield. A 19 anni, dopo aver conosciuto il manager Marvin Dauer, si trasferì a Los Angeles dove iniziò la prima parte della sua carriera.
Jason ha partecipato a ben 75 spot pubblicitari fino ad approdare sugli schermi con alcune partecipazioni nei telefilm tra cui il ruolo di Tyler Baker nella serie Sherman Oaks 

### Carriera
Dopo aver partecipato a molti spot pubblicitari e al telefilm Sherman Oaks, Jason vanta di alcune fuggevoli apparizioni in altri famosi telefilm come: Una bionda per papà, Profiler, Settimo Cielo, Buffy l'ammazzavampiri, JAG - Avvocati in divisa.
Ha inoltre partecipato alla serie americana Push, cancellata in seguito.
Fra i telefilm più famosi in Italia è nota la sua apparizione nel telefilm Dawson's Creek con il ruolo di Chris Wolfe.
Il successo per Jason però arriva proprio mentre sta partecipando a quest'ultimo telefilm. Infatti per caso si ritrova fra le mani lo script del primo episodio della serie televisiva Roswell e subito ne resta affascinato tanto da presentarsi alle audizioni per ottenere una parte fra i ruoli maschili.
Al provino Jason riscuote un discreto successo per la sua capacità di calarsi nel personaggio. La sua idoneità al ruolo è tanto spiccata da far cambiare agli autori del telefilm l'estetica del personaggio principale della serie adattandolo alle sue fattezze fisiche. Suo infatti diventa il ruolo dell'alieno protagonista Max Evans che originariamente era biondo e con gli occhi azzurri ma che con Jason cambia completamente stile e aspetto fisico. La stessa Melinda Metz, creatice della storia originale da cui il telefilm è tratto, non è più riuscita a vedere il personaggio con un viso diverso da quello di Jason. Lo staff aveva trovato il suo Max.
Il telefilm viene trasmesso originariamente dalla Warner Bros. per due stagioni televisive (la casa di produzione lo cancellò alla prima stagione ma, grazie a una protesta dei fan statunitensi, questo venne ripristinato) fino alla cancellazione definitiva alla fine della seconda serie. La terza stagione viene poi prodotta e trasmessa dalla United Paramount Network, grazie ancora una volta alla fedeltà dei fan che richiesero un'ulteriore serie per completare gli eventi lasciati in sospeso dalla seconda.
Inizialmente la UPN promette allo staff ben due serie (una terza e una quarta stagione) ma i cambiamenti di direzione all'interno della UPN stessa e i cali di ascolto della serie spingono il network a non solo accorciare la serie portandola a 18 episodi contro i 20 regolari, ma a cancellare definitivamente il telefilm che quindi deve accantonare l'idea di una quarta stagione programmata ma mai girata.

### I film
Dopo Roswell Jason si dedica ad una serie di ruoli ottenuti in film indipendenti come Happily, Even After, Man of God e Shooting Livien della regista Rebecca Cook.
Nota è la sua apparizione anche nel film del 2001 The Shipping News nel ruolo di Dennis Buggit al fianco di attori come Kevin Spacey, Judi Dench, Julianne Moore e Cate Blanchett.
In tempi più recenti fra i film usciti anche in Italia abbiamo l'horror giapponese The Grudge al fianco di Sarah Michelle Gellar
Jason ha partecipato ad una serie di film americani.
Tre film sono già in post produzione: il coreano fantasy D-War, il thriller sui licantropi Skinwalkers - La notte della luna rossa e il dramma sul terrorismo Senseless tratto dall'omonimo libro di Stona Fitch dove Jason interpreta Eliott Gast, un economista americano che viene catturato in Europa da un'associazione terroristica di stampo politico estremista.
Nel 2006 Jason ottiene un ruolo per un nuovo telefilm della Fox, The Way, dove interpreta il personaggio maschile protagonista: Michael Warden. Il telefilm però non viene promosso dalla Fox che quindi non lo inserisce nella stagione. Suoi partner nel telefilm sono Jane Alexander, Julia Ormond, Peter Strauss, Will Patton e Andrew McCarthy
Tra i nuovi film a cui Jason sta lavorando troviamo il thriller The Tattooist (Il Tatuatore, titolo e possibile uscita italiana ancora da definire) dove Jason interpreta un artista affascinato dalla tradizione Samoan dei disegni sul corpo ed il desiderio di capire meglio le tecniche di questa antica usanza lo portano al centro di un pericolo che mai si sarebbe aspettato, dove entrano in gioco strane forze mitologiche.
Le riprese del film si sono tenute in Nuova Zelanda da settembre a novembre 2006.
Nell'aprile del 2007 Jason è stato ingaggiato per il nuovo film The Last International Playboy rinominato poi in  Frost. Una storia ambientata nella città di New York che vede Behr come protagonista nei panni di Jack Frost, un noto dongiovanni che entra in crisi quando la donna dei suoi sogni sembra vicina alle nozze con un altro.

## Vita privata
Jason ha avuto una relazione con una delle attrici del telefilm Roswell Katherine Heigl finita poco dopo la fine dell'ultima stagione del telefilm.
In seguito Jason ha conosciuto l'attrice KaDee Strickland mentre si trovava in Giappone per le riprese del film The Grudge. Uniti dalla passione per la cultura giapponese il feeling si è presto trasformato in amore ed il 10 novembre 2006 i due sono convolati a nozze nella città di Ojai, in California. Il 17 ottobre 2013 sua moglie KaDee Strickland ha dato alla luce il suo primogenito, Atticus Behr.

## Filmografia

### Cinema
- Pleasantville, regia di Gary Ross (1998)
- Rites of Passage, regia di Victor Salva (1999)
- The Shipping News - Ombre dal profondo (The Shipping News), regia di Lasse Hallström (2001)
- Happily Even After, regia di Unsu Lee (2004)
- The Grudge, regia di Takashi Shimizu (2004)
- Man of God, regia di Jefery Levy (2005)
- Shooting Livien, regia di Rebecca Cook (2005)
- Skinwalkers - La notte della luna rossa (Skinwalkers), regia di James Isaac (2006)
- Dragon Wars (D-War), regia di Hyung-rae Shim (2007)
- The Tattooist, regia di Peter Burger (2007)
- The Last International Playboy, regia di Steve Clark (2008)
- Senseless, regia di Simon Hyndn (2008)

### Televisione
- Una bionda per papà (Step by Step) – serie TV, episodi 4x06-4x12 (1994)
- Pacific Blue – serie TV, episodio 2x09 (1996)
- Sherman Oaks – serie TV, 24 episodi (1995-1997)
- JAG - Avvocati in divisa (JAG) – serie TV, episodio 2x07 (1997)
- Profiler - Intuizioni mortali (Profiler) – serie TV, episodio 1x17 (1997)
- Cracker – serie TV, episodio 1x04 (1997)
- Buffy l'ammazzavampiri (Buffy, The Vampire Slayer) – serie TV, episodio 2x07 (1997)
- Settimo cielo (7th Heaven) – serie TV, episodio 2x10 (1997)
- Push – serie TV, 8 episodi (1998)
- Dawson's Creek – serie TV, 6 episodi (1998-1999)
- Roswell – serie TV, 61 episodi (1999-2002)
- I signori della fuga (Breakout Kings) – serie TV, 5 episodi (2012)
- Roswell, New Mexico – serie TV, 5 episodi (2020)
- Supergirl – serie TV, 5 episodi (2021)

## Doppiatori italiani
Nelle versioni in italiano delle opere in cui ha recitato, Jason Behr è stato doppiato da: 
- Stefano Onofri in JAG - Avvocati in divisa
- Nanni Baldini in Buffy l'ammazzavampiri
- Giorgio Borghetti in Dawson's Creek
- Alessandro Quarta in Roswell
- Stefano Brusa in The Last International Playboy
- Massimo De Ambrosis in Roswell, New Mexico
- Emiliano Ragno in Supergirl